# 대한민국 상법 제409조
대한민국 상법 제409조는 감사의 선임에 대한 상법 회사법의 조문이다.

## 조문
제409조 (선임) (1) 감사는 주주총회에서 선임한다.
(2) 의결권없는 주식을 제외한 발행주식의 총수의 100분의 3을 초과하는 수의 주식을 가진 주주는 그 초과하는 주식에 관하여 제1항의 감사의 선임에 있어서는 의결권을 행사하지 못한다. 

(3) 회사는 정관으로 제2항의 비율보다 낮은 비율을 정할 수 있다. 

(4) 제1항, 제296조제1항 및 제312조에도 불구하고 자본금의 총액이 10억원 미만인 회사의 경우에는 감사를 선임하지 아니할 수 있다. 

(5) 제4항에 따라 감사를 선임하지 아니한 회사가 이사에 대하여 또는 이사가 그 회사에 대하여 소를 제기하는 경우에 회사, 이사 또는 이해관계인은 법원에 회사를 대표할 자를 선임하여 줄 것을 신청하여야 한다. 

(6) 제4항에 따라 감사를 선임하지 아니한 경우에는 제412조, 제412조의2 및 제412조의5제1항·제2항중 "감사"는 각각 "주주총회"로 본다.

## 같이 보기
- 감사